# Alásia
Alásia (Alashiya ou Alasiya), e provavelmente Elisá segundo a Bíblia, foi um Estado que existiu na Idade do Bronze Média e Tardia e esteve situado em algum lugar no Mediterrâneo Oriental. Foi uma grande fonte de bens, especialmente, cobre, para o Egito e outros Estados do Antigo Oriente Próximo. É referido em alguns dos textos sobreviventes oriundos de Amarna, no Egito, e Ugarite, na Síria, e é atualmente pensado como sendo um antigo nome da ilha de Chipre ou uma área na mesma. Isso foi confirmado pela análise científica realizada na Universidade de Telavive dos tabletes de argila enviados de Alaxia para outros monarcas.